# Latridius minutus
Latridius minutus is een keversoort uit de familie schimmelkevers (Latridiidae). De wetenschappelijke naam van de soort werd in 1767 gepubliceerd door Carl Linnaeus.